# Moment magnétique du proton
Le moment magnétique du proton, découvert par Otto Stern, est le moment magnétique caractéristique du proton. Il est noté avec un indice p : {\displaystyle \mu _{\mathrm {p} }} et ne doit pas être confondu avec le magnéton nucléaire.

## Valeur
La valeur du moment magnétique du proton {\displaystyle \mu _{\mathrm {p} }} dans le Système international d'unités est, d'après CODATA :
{\displaystyle \mu _{\mathrm {p} }=+1{,}410\ 606\ 662\times 10^{-26}} J T-1.
On exprime aussi le moment magnétique du proton en magnéton nucléaire :
{\displaystyle \mu _{\mathrm {p} }=+2{,}792\ 847\ 39\ \mu _{\mathrm {N} }}
ou, directement en l'exprimant en fonction du facteur de Landé du proton {\displaystyle g_{p}}:
{\displaystyle \mu _{\mathrm {p} }=g_{\rm {p}}\,\mu _{\mathrm {N} }/2}
où :
- {\displaystyle g_{\rm {p}}=+5,58569478} est le facteur de Landé du proton, nombre sans dimension ;
- {\displaystyle \mu _{\mathrm {N} }={\frac {g_{\rm {N}}}{2}}{{q.\hbar } \over {2m_{\mathrm {p} }}}={{q.\hbar } \over {2m_{\mathrm {p} }}}=5{,}050\ 783\ 53\times 10^{-27}}J T-1 est le magnéton nucléaire du proton ;

- {\displaystyle g_{\rm {N}}=2} exactement, est le facteur de Landé nucléaire ;
- {\displaystyle q} est la charge élémentaire ;
- {\displaystyle m_{\rm {p}}} est la masse du proton.